# Les Nuits ensorcelées
Cet article concerne le film. Pour la comédie musicale, voir Lady in the Dark.
Pour plus de détails, voir Fiche technique et Distribution.
Les Nuits ensorcelées (Lady in the Dark) est un film musical américain de Mitchell Leisen sorti en 1944.

## Synopsis
Liza Elliott est la brillante rédactrice en chef du magazine de mode Allure, publié par Kendall Nesbitt. Elliott est un bourreau de travail sans état d'âme, qui entretient une relation avec Nesbitt et bien que les deux souhaitent se marier, ils ne le peuvent pas, car la femme de Kendall, dont il est séparé, a refusé de lui accorder le divorce. Depuis peu, Liza souffre d'une série de maux de tête et fait d'étranges cauchemars. En plus de tout cela, elle doit faire face, au travail, au directeur du marketing Charley Johnson, qui l'agace beaucoup et en tire une certaine fierté. Elle consulte à contrecœur le Dr Alex Brooks, qui lui propose une psychanalyse. Ce dernier suggère que son approche directe de la vie est due à quelque chose de son passé, qui l'a poussée à éviter toute tentative d'être aussi glamour que les modèles de son magazine. Liza rejette cette hypothèse et, après que Kendall a annoncé que sa femme avait finalement accepté le divorce, elle rêve d'un mariage avec lui où elle est poursuivie jusqu'au sommet d'un grand gâteau de mariage où Charley lui demande si elle souhaite l'épouser.
La star de cinéma Randy Curtis vient dans les bureaux d'Allure pour une séance photo, où il la pousse à accepter un dîner avec lui. Anxieuse à l'idée de ce rendez-vous, Liza a l'intention de l'annuler et sort en trombe du bureau du Dr Brooks lorsqu'il suggère qu'elle est anxieuse parce qu'elle a peur de rivaliser avec d'autres femmes. Charley informe également Liza qu'il va quitter Allure pour un autre magazine, qui lui a offert un meilleur contrôle créatif. Kendall pousse Liza à affronter ses craintes, et celle-ci craque et avoue qu'elle est confuse. Pour essayer de faire le point sur ses sentiments, et sachant que Curtis ne se soucie pas de son apparence, Liza se rend à son rendez-vous avec Curtis, enfilant une belle robe pour changer. Le rendez-vous est gâché lorsqu'ils tombent sur Charley et sa compagne, qui s'en prennent agressivement à Randy. Elle rentre chez elle, et hallucine qu'elle est jugée par Kendall et Charley dans un cirque (d'après une couverture précédemment conçue par Charley). Après avoir chanté ses problèmes, elle rêve que son père crie après elle parce qu'elle s'habille chic. Dans le récit qu'elle fait au Dr Brooks, elle lui raconte cet incident, et peut-être la raison de son attachement à un style sobre : après le décès de sa mère, alors qu'elle était une jeune fille, elle a essayé de lui faire plaisir en portant l'une des robes chic de sa défunte mère, mais elle s'est fait gronder et s'est détachée de ce style ; un autre incident s'est produit après la remise de son diplôme de fin d'études secondaires, lorsqu'elle s'est rendue à un bal avec un garçon qu'elle aimait bien, qui a été enlevé par une autre fille. Le Dr Brooks conclut que ces incidents ont contribué à sa vie actuelle, et lui suggère de s'ouvrir à ses désirs d'enfance.
Forte de ces nouvelles connaissances, Liza décide de quitter son emploi au magazine et de rompre sa relation avec Kendall, qui accepte avec amertume. Liza est déçue d'apprendre que Curtis ne la courtisait que pour être à la tête d'une nouvelle société de production qu'il a créée. Cependant, lorsque Charley vient lui dire au revoir, Liza réalise qu'elle aime Charley - la dernière personne à laquelle elle s'attendait. Elle lui propose de le promouvoir pour diriger le magazine à ses côtés, et après s'être disputés, les deux partagent un baiser passionné.

## Fiche technique
- Titre original : Lady in the Dark
- Titre français : Les Nuits ensorcelées
- Réalisation : Mitchell Leisen
- Scénario : Frances Goodrich et Albert Hackett d'après la comédie musicale de Moss Hart
- Photographie : Ray Rennahan
- Montage : Alma Macrorie
- Musique : Robert Emmett Dolan ; Kurt Weill (chansons)
- Chorégraphie : Don Loper et Billy Daniels
- Direction artistique : Hans Dreier
- Décors : Raoul Pene Du Bois et Ray Moyer
- Costumes : Edith Head, Babs Wilomez, Raoul Pene Du Bois et Mitchell Leisen
- Effets visuels : Farciot Edouart, Gordon Jennings et Paul K. Lerpae
- Production: Buddy G. DeSylva et Richard Blumenthal
- Société de production : Paramount Pictures
- Pays d'origine : États-Unis
- Genre : film musical, drame et romance
- Format : Couleurs (Technicolor) - Son : Mono (Western Electric Mirrophonic Recording)
- Durée : 100 minutes
- Dates de sortie :
  - États-Unis : 10 février 1944
  - France : 13 août 1947
- Affiches : Boris Grinsson, Roger Soubie (France)

## Distribution
- Ginger Rogers : Liza Elliott / Boss Lady
- Ray Milland : Charley Johnson
- Warner Baxter : Kendall Nesbitt
- Jon Hall : Randy Curtis
- Barry Sullivan : Dr Brooks
- Mischa Auer : Russell Paxton
- Phyllis Brooks : Allison DuBois
- Mary Philips : Maggie Grant
- Edward Fielding : Dr Carlton
- Don Loper : Adams
- Mary Parker : Mlle Parker
- Catherine Craig : Mlle Foster
- Gail Russell : Barbara à 17 ans
- Marietta Canty : Martha
- Fay Helm : Mlle Bowers

Acteurs non crédités
- Charles Coleman : Le majordome
- Mary MacLaren : La bibliothécaire
- Frances Robinson : La femme avec Randy
- Angelo Rossitto : Bunny
- Emmett Vogan : Journaliste

## Récompenses et nominations
- Oscars 1945 : Nomination à l'Oscar de la meilleure musique de film

## Autour du film
- La pièce originale de Moss Hart créée en 1941 à Broadway est une comédie musicale, mise en musique par Kurt Weill. Les producteurs du film ont choisi de ne conserver que trois chansons de la partition originale (Jenny, Girl of the Moment et un extrait de This Is New ) et de confier la composition d'une nouvelle bande originale à Robert Emmett Dolan.